# Zanthoxylum usambarense
Zanthoxylum usambarense là một loài thực vật có hoa trong họ Cửu lý hương. Loài này được (Engl.) Kokwaro miêu tả khoa học đầu tiên năm 1978.